# Meisterdetektiv Ron Kamonohashi
Meisterdetektiv Ron Kamonohashi (jap. 鴨乃橋ロンの禁断推理 Kamonohashi Ron no Kindan Suiri) ist eine Manga-Serie von Akira Amano, die in Japan von 2020 bis 2025 erschien. 2023 und 2024 kam eine Adaption als Anime-Fernsehserie heraus. Die Mystery-Serie erzählt von einem ungleichen Ermittler-Paar und wurde in mehrere Sprachen übersetzt, darunter auch ins Deutsche.

## Inhalt
Der exzentrische Privatdetektivs Ron Kamonohashi (鴨乃橋ロン) hat die Detektiv-Akademie Blue mit Bestnote abgeschlossen und jeden Fall gelöst. Doch trotz seines Erfolgs lebt Kamonohashi abgeschottet. Totomaru Isshiki (一色都々丸), ein gutmütiger, aber untalentierter und naiver Polizist, braucht seine Hilfe für die Aufklärung einer mysteriösen Mordserie, der bereits fünf Menschen zum Opfer gefallen sind. Er kommt einfach nicht voran und droht von seiner Chefin Amamiya vom Fall abgezogen zu werden. Da wird er von einem älteren Kollegen zu Kamonohashi geschickt. Zunächst ist er skeptisch, ob der seltsame Kauz wirklich so ein begnadeter Detektiv ist, zumal der sehr abweisend reagiert. Doch als sie die Nachricht von einem sechsten Opfer erreicht, begleitet Kamonohashi den Polizisten und löst den Fall in Sekunden. Bei dieser Gelegenheit erfährt Isshiki auch, warum sich der talentierte Detektiv zurückgezogen hat: Die von ihm überführten Täter trieb er durch eine verborgene, unbewusste Fähigkeit stets in den Suizid. Doch das kann Isshiki verhindern, sodass die beiden als Team sich nun an die Aufklärung weiterer Verbrechen begeben können. Kamonohashi muss dabei aber im Verborgenen bleiben und Isshiki so tun, als würde er die Fälle lösen, während er auch den Suizid der überführten Täter verhindern muss. Denn Kamonohashi wurde wegen der Konsequenzen seiner Fälle aus der Gemeinschaft der Detektive verstoßen. Trotz dessen erfährt die Akademie Blue von seiner erneuten Aktivität und entsendet Detektive, um ihn ausfindig zu machen.

## Veröffentlichung
Die Serie erschien von Oktober 2020 bis Juli 2025 im Online-Magazin Shōnen Jump+ des Verlags Shūeisha. Dieser brachte die Kapitel ab Februar 2021 auch gesammelt in bisher 17 Bänden heraus (Stand Juni 2025).
Eine deutsche Fassung erscheint seit November 2022 bei Crunchyroll in bisher 15 Bänden (Stand April 2025); die Übersetzung stammt von Dorothea Überall. Auf Englisch und Spanisch erscheint der Manga online auf der App Manga Plus, eine italienische Übersetzung wird von J-Pop herausgegeben und eine polnische von Studio JG.

## Animeserie
Im Dezember 2022 wurde die Produktion des Animes angekündigt. Die Umsetzung für das japanische Fernsehen entstand bei Studio Diomedéa unter der Regie von Shōta Ihata. Hauptautor war Wataru Watari. Das Charakterdesign entwarf Masakazu Ishikawa und die künstlerische Leitung lag bei Si Man Wei. Die Arbeiten am Ton leitete Yayoi Tateishi und für die Kameraführung war Yasuyuki Itou zuständig. Die 13 Folgen wurden vom 2. Oktober bis 25. Dezember 2023 von den Sendern Tokyo MX und AT-X in Japan gezeigt. Eine internationale Veröffentlichung erfolgte parallel auf der Plattform Crunchyroll mit Untertiteln unter anderem auf Deutsch, Englisch und Spanisch. Später folgte eine deutsche Synchronfassung.
Nach Ausstrahlung der letzten Episode der ersten Staffel wurde eine zweite Staffel angekündigt. Diese wurde vom 7. Oktober bis 30. Dezember 2024 ausgestrahlt und besteht erneut aus 13 Episoden.

### Synchronisation
| Rolle           | Japanische Stimme (Seiyū) |
| --------------- | ------------------------- |
| Ron Kamonohashi | Yōhei Azakami             |
| Totomaru Ishiki | Junya Enoki               |
| Amamiya         | Yōko Hikasa               |

### Musik
Die Musik der Serie wurde komponiert von Yo Tsuji. Das Vorspannlied der ersten Staffel ist Ikenai Fool Logic (いけない fool logic) von Unison Square Garden, während der Abspann mit dem Lied Lipsync (リップシンク) von Hockrockb unterlegt ist.
In der zweiten Staffel ist das Opening Feedback o Narashite (フィードバックを鳴らして) von Humbreaders und das Ending Labyrinth (ラビリンス) von Hockrockb.